# Charis Wilson
Charis Wilson de son vrai nom Cooke Wilson, née le 5 mai 1914 et morte le 20 novembre 2009, est un modèle américain souvent mise en scène par Edward Weston.

## Enfance
Le père de Charis Wilson, Harry Leon Wilson (en), est un auteur américain. Il est notamment l'auteur de la pièce L'Extravagant Mr Ruggles plusieurs fois adaptée au cinéma, ce qui lui permet de vivre assez confortablement par rapport au niveau de vie de son époque. En 1910, il fait construire une maison de 12 pièces dans le Comté de Monterey en Californie. En 1912, âgé de 45 ans, il épouse une jeune mannequin et actrice de 16 ans, Helen MacGowan Cooke,. Leur premier enfant, Léon, né en 1913. L'année d'après née leur fille, prénommé d'après le nom de famille de la mère, Cooke Wilson.
Profitant de l'aisance matérielle de la famille, la petite fille développe une réputation de libre penseuse. Elle créé dans son école primaire de Carmel un club de « maîtrise de soi » consistant à s'allonger dans une baignoire d'eau glacée. Ce club la fait expulser de l'école. Elle est alors inscrite à la Catlin Gabel School à Portland (Oregon). Dans sa jeunesse, elle abandonne son prénom et choisi Charis qui signifie « Grâce » en grec.
Après le divorce de ses parents, elle est prise en charge par sa grand-mère et sa grand-tante et revient terminer ses études à Carmel. Sur les conseils de Ruth Catlin, fondatrice de la Catlin Gabel School qui la trouve trop brillante pour rester à Carmel, elle tente et obtient une bourse pour le collège Sarah Lawrence College. Cependant son père, convaincu que les filles n'ont pas besoin d'éducation, refuse qu'elle s'y inscrive et l'oblige à rester à Carmel. Cet épisode donnera l'occasion à son frère Léon d'aller au Sarah Lawrence College. Charis Wilson en tirera un regret et de la colère toute sa vie.
La grand-mère et la grand-tante de Charis Wilson sont toutes deux écrivaines et fréquentent la scène littéraire de San Francisco. Elles sont voisines de Louise et Walter Conrad Arensberg, collectionneurs d'arts. Charis Wilson est fascinée par leur sculptures et peintures modernes et déclara avoir reçu toute son éducation artistique d'Arensberg.
Charis Wilson s'inscrit à l'école de secrétariat, puis l'abandonne. Elle joue un temps sur la scène du French Theater de San Francisco mais son manque de confiance en elle (qu'elle attribue à son père) interrompt rapidement sa carrière. Elle fréquente alors des bars clandestins, la prohibition n'étant pas encore abrogée. Elle s'enfonce dans une spirale d'alcool, de fréquentations d'un soir et de dépression. Elle tombe enceinte d'une grossesse non désirée. Sa mère l'aide à avorter et elle décide de considérer la chasteté comme nouveau mode de vie.

## Années avec Weston
Lors d'un concert en 1933, au cours d'un concert, Edward Weston tombe sous le charme d'une « grande et belle fille, au corps bien proportionné, au visage intelligent, aux yeux bleus, tachetée de rousseur, aux cheveux brun dorés jusqu'aux épaules » et décide qu'il « doit » la rencontrer. Léon, frère de Charis, ayant rencontré Weston à Portland, les présente l'un à l'autre. Charis Wilson déclare qu'elle a eu le sentiment qu'Edward Weston était deux fois plus vivant que n'importe qui dans la pièce, même s'il avait 48 ans et elle 20.
À l'époque, Weston était marié, mais sa femme, Flora Chandler Weston, vivait à Los Angeles. À Carmel, Weston vivait avec son modèle Sonya Noskowiak, également photographe. Quelque temps plus tard, Charis Wilson se présente à leur domicile. Noskowiak est seule et lui fait découvrir le travail de Weston. Elle est fascinée par les photos en noir et blanc de paysage et de modèles, vêtues ou nues. Le 22 avril 1934, elle pose comme modèle de Weston pour la première fois, première de plusieurs centaines de photos nues et habillées. Elle devient son modèle exclusif. Weston utilise un appareil photo 4 X 5 Graflex et développe lui-même ses photos. Après quelques mois, ils deviennent amants. Sonya Noskowiak tolère cette relation la croyant éphémère.

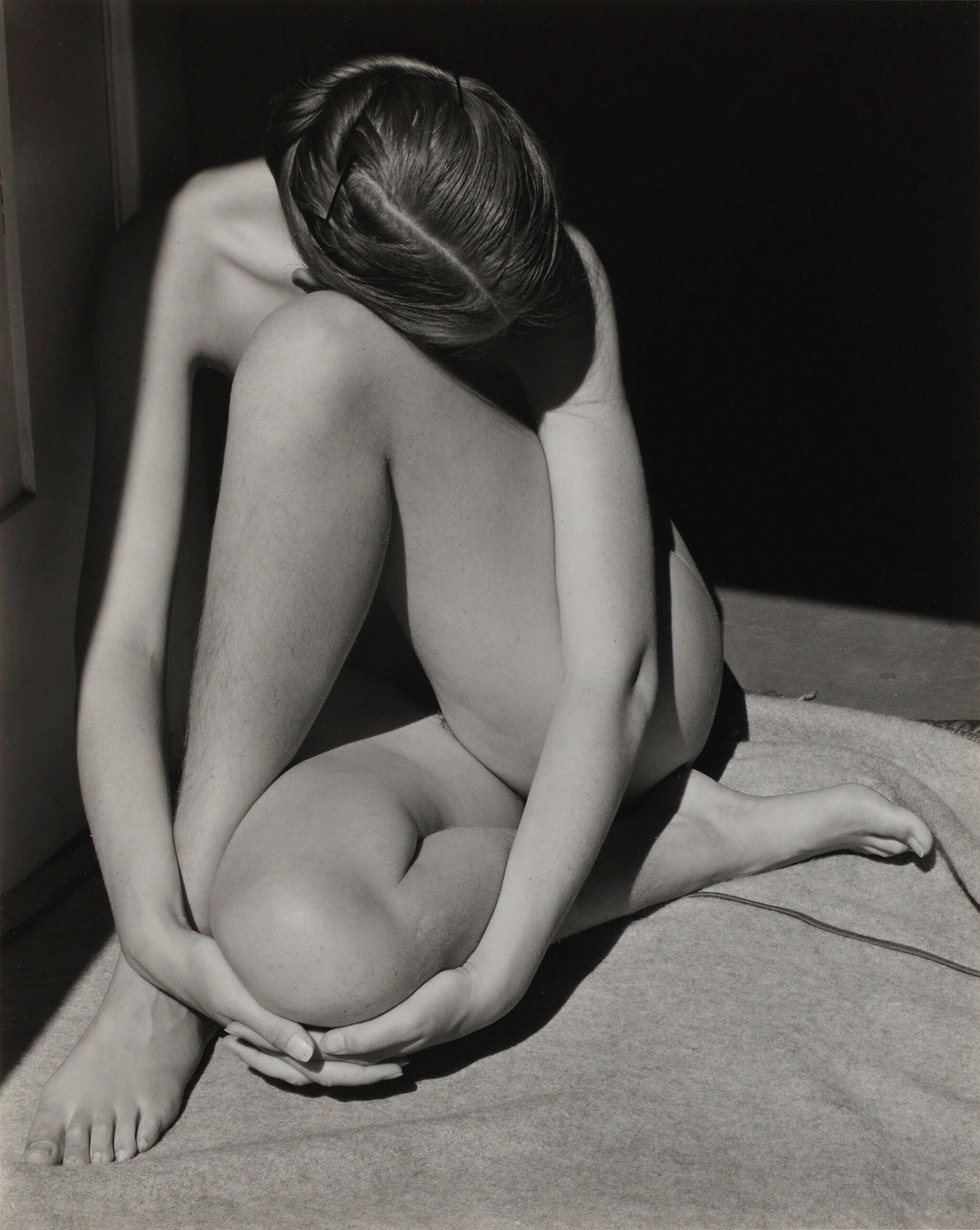
"Nude", photo de Charis Wilson par Edward Weston, 1935

En 1935, Weston déménage à Los Angeles pour un projet financé par la Work Projects Administration, il demande à Charis Wilson de venir vivre avec lui. Il partage son studio avec ses fils Brett Weston et Cole Weston (en), également photographes et plus vieux que Charis Wilson. Il s'achète un appareil photo 8 x 10 et réalise son cliché le plus célèbre, Nude (Charis, Santa Monica) (en), Charis nue à la porte de leur maison. Plusieurs séries de photos de Charis, dont des nus, à différents endroits de la Californie, marquent l'apogée de la quête de Weston pour un style figuratif moderne.
Selon le critique Andy Grundberg, le jeune visage, la forme féminine du modèle reflètent l'artiste « esthète conscient de lui-même » et « capable de se livrer à de vrais sentiments ». Avant sa rencontre avec Wilson et avec l'amour, il n'était qu'un représentant du haut-modernisme, photographiant des parties du corps avec talents mais hyper-formaliste voire géométrique. La rencontre avec Wilson lui permet de faire ressentir dans ses photos l'ensemble de la personnalité féminine dans un environnement de Californie. Une identité se dessine. Charis Wilson quant à elle rejette la notion de muse, qu'elle juge passive. Elle revendique un rôle dans la mise en scène, dans le choix de placer son genou, son épaule, ou encore de se rouler dans le sable des dunes géantes d'Océano. Elle se souvient aussi avec humour des piqures d'insectes, lors des poses nues dans la nature.

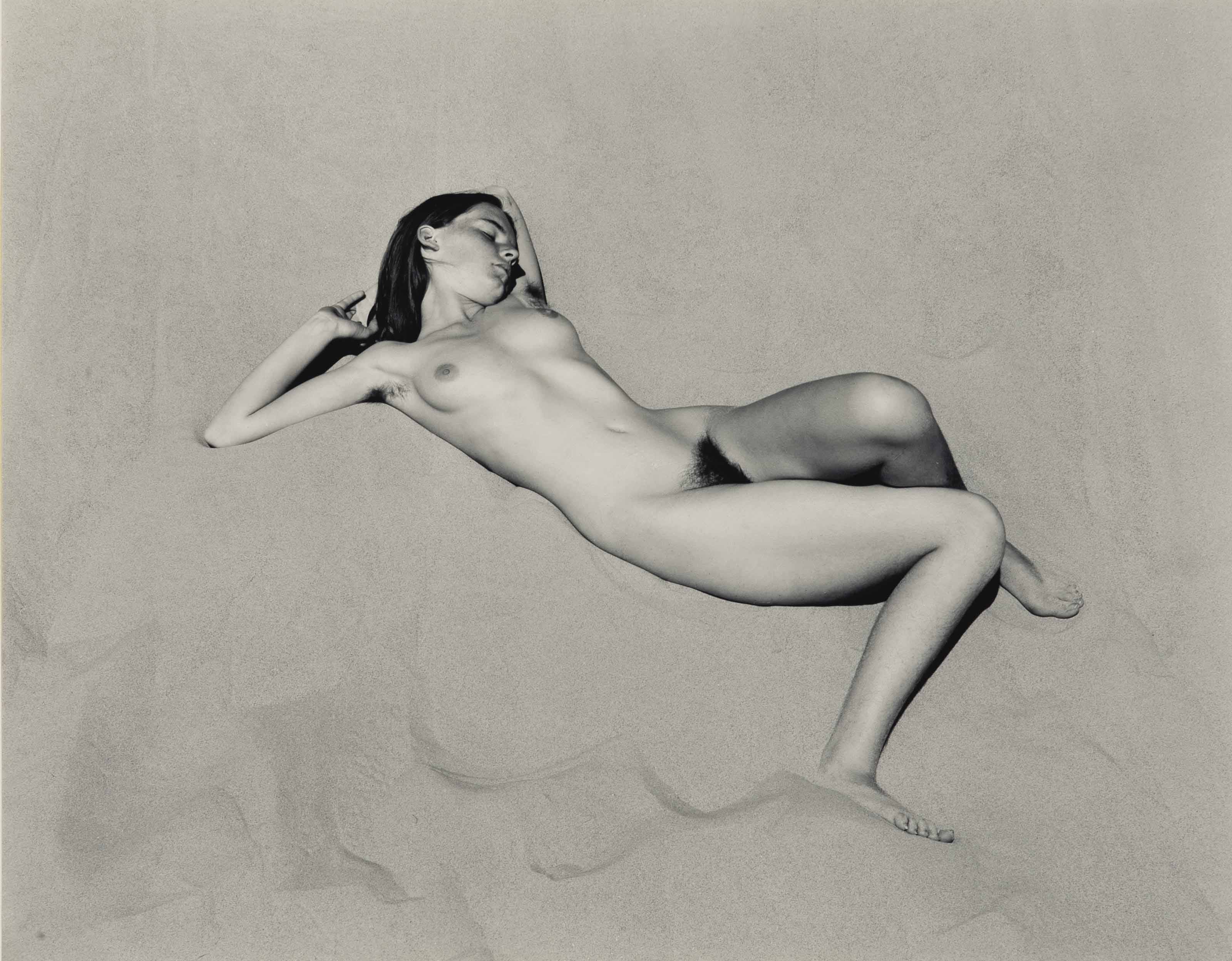
"Nude on Sand", photo de Charis Wilson par Edward Weston, 1936
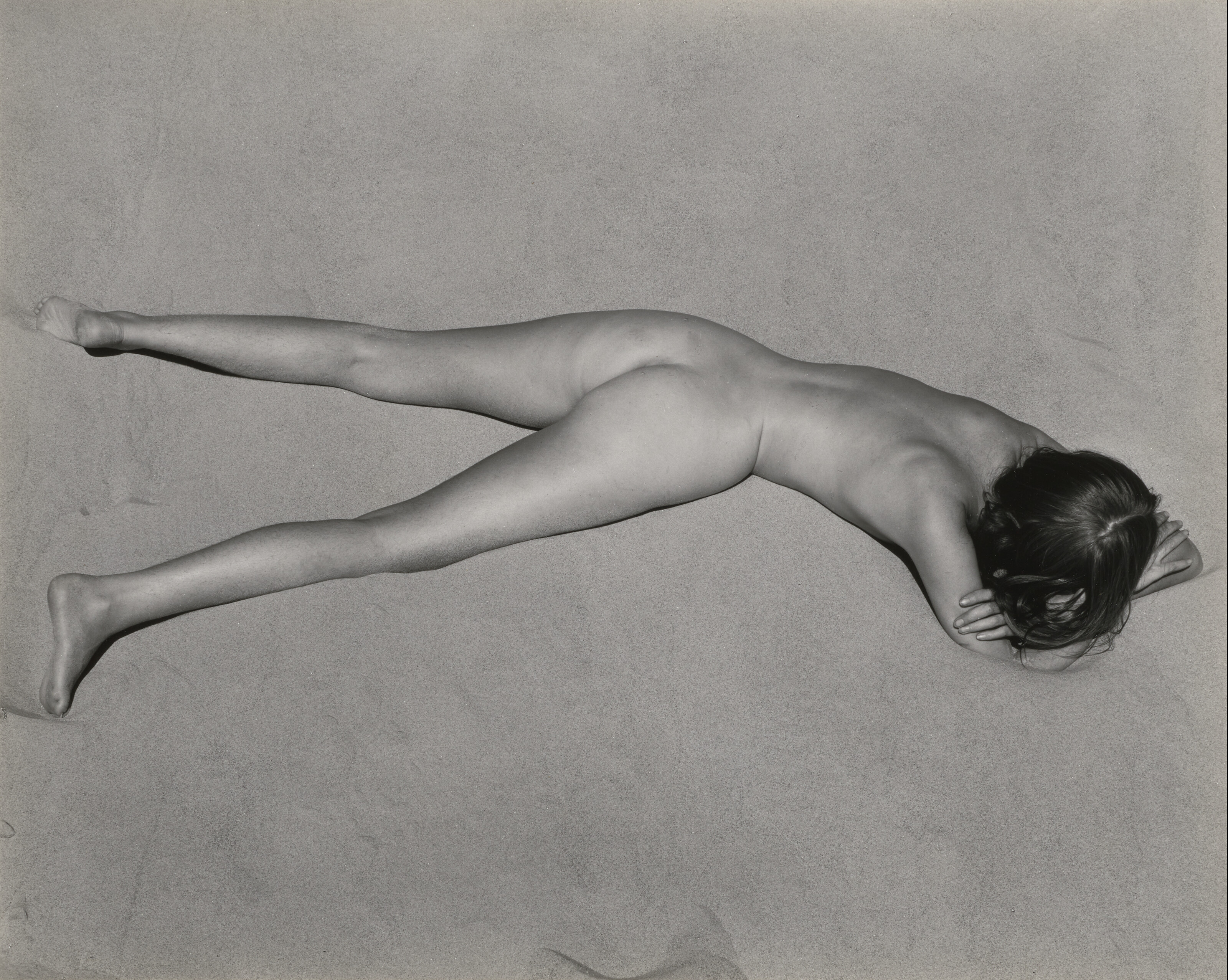
"Nude on Sand n°2", photo de Charis Wilson par Edward Weston, 1936

En 1937, Edward Weston obtient la bourse Guggenheim, une première pour un photographe. Le dossier de candidature, de 4 pages, est entièrement rédigé par Charis Wilson. Grâce à cette bourse de $2000, ils entreprennent un voyage de 16700 miles (environ 26800km) en 6 mois. Au cours de ce voyage, Weston et wilson prennent ce qui deviendra une de leur plus célèbres photo. Charis Wilson pose la tête recouverte d'une serviette pour se protéger des moustiques, vêtue d'un pantalon de toile, adossée à un rocher du Parc national de Yosemite, les jambes légèrement écartées. Cette photo, quoiqu'habillée, est ressentie par les critiques comme extrêmement provocante et sensuelle. Le sourire énigmatique de Charis Wilson, la serviette qui lui donne un faux air de princesse bédouine, transportent les critiques,.
L'année d'après, la bourse Guggenheim est reconduite. Weston divorce de son épouse Flora sur les conseils de ses fils, après 16 années de séparation. Charis Wilson et Edward Weston se marient le 24 avril 1939 à Elk, dans le comté de Mendocino.
Ils emménagent dans une maison nommée la Wildcat Hills, près de Carmel. Charis Wilson dispose pour la première fois d'un bureau à elle. Le nouveau projet du couple prend la forme d'un livre. Le récit de leurs voyages, rédigé par Charis Wilson et illustré des photographies d'Edward Weston est publié en 1939 : Seeing California with Edward Weston. La presse cite Edward Weston comme auteur mais néglige la part de Charis Wilson, supposant qu'elle n'a que posé pour les photos.
En 1940, leur deuxième livre California and the West rencontre un plus grand succès encore. En 1941, leur éditeur leur demande de participer à la nouvelle édition du recueil de poésie de Walt Whitman : Feuilles d'herbe. Wilson et Weston entreprennent un nouveau voyage afin de prendre des photos pour illustrer l'ouvrage. Durant le voyage, le couple commence à se séparer. Charis Wilson revendique que sa participation dans les livres soit plus mise en valeur, Edward Weston quant à lui se consacre avant tout à ses photos, négligeant son épouse. À leur retour, ils se séparent. Charis Wilson s'impliquent dans la lutte syndicale au nord de la Californie. À Reno (Nevada), elle rencontre Noel Harris, militant syndical, et décide de reprendre sa liberté. Elle dépose une demande de divorce le 13 décembre 1946. Edward Weston la signe avec désinvolture, reléguant au même plan son divorce et l'achat d'une nouvelle Chevrolet par son fils.

## Après Weston
Le lendemain de la finalisation de son divorce, Charis Wilson épouse Noel Harris. Ensemble ils ont deux filles. En 1967, leur fille Anita est assassinée en Écosse, drame qui conduit à leur divorce. Charis Wilson déménage à Santa Cruz pour vivre près de son autre fille, Rachel Fern Harris.
Elle exerce le métier de secrétaire syndical et professeur d'écriture créative. En 1977, Wilson écrit l'introduction d'un livre de photographies, Edward Weston Nudes, qui est désormais recherchée par les collectionneurs. En 2007, elle fait l'objet d'un documentaire, Eloquent Nude. Ses mémoires, Through Another Lens, écrites avec Wendy Madar, sont publiées en 1999.
Au moment de sa mort, elle et sa fille Rachel résident chez le poète Joseph Stroud à Santa Cruz.

## Books
- Kevin Starr, The Dream Endures California Enters the 1940s, Oxford, Oxford University Press, 2022 (ISBN 9780199923939, lire en ligne)

## References
1. 1 2 3 4 5  Charis Wilson et Wendy Madar, Through Another Lens: My Life with Edward Weston, NY: Farrar, Straus and Giroux, 1998, 17–55 p. (ISBN 0-86547-521-0)
2. 1 2 3  Starr 2022, p. 218.
3. 1 2 3 4 5 6  « Charis Wilson », The Economist,‎ 12 décembre 2009 (lire en ligne, consulté le 7 avril 2023)
4. ↑  « Smithsonian Archives of American Art: Charis Wilson interview, 1982 Mar. 24 » (consulté le 27 novembre 2009)
5. ↑  Mary Rourke, « Charis Wilson dies at 95; model, muse and last wife of photographer Edward Weston », The Los Angeles Times,‎ 25 novembre 2009 (lire en ligne, consulté le 22 mars 2023)
6. ↑  Edward Weston, The Daybooks of Edward Weston, vol. 2, Millerton,NY: Aperture, 1972, p. 283
7. ↑  Charis Wilson, Edward Weston Nudes, Millerton, NY: Aperture, 1977, introduction (ISBN 0-89381-020-7, lire en ligne)
8. 1 2  Theodore E. Stebbins Jr., Weston's Westons: Portraits and Nudes, Boston: Museum of Fine Arts, 1989 (ISBN 0-8212-2142-6)
9. ↑  Richard J. Rinehart, « Edward Weston: A Detailed Chronology » [archive du 28 novembre 2009] (consulté le 23 novembre 2009)
10. ↑  Starr 2022, p. 219.
11. ↑  Arthur Ollman, « Museum of Photographic Arts. The Model Wife: Excerpts from the book The Model Wife by Arthur Ollman » (consulté le 23 novembre 2009)
12. 1 2  Starr 2022, p. 220.
13. ↑  Voir la photo sur un site externe
14. ↑  « Man convicted of killing coed », The Bulletin,‎ 22 février 1968 (lire en ligne)
15. ↑  Bruce Weber, « Charis Wilson, Model and Muse, Dies at 95 », The New York Times,‎ 24 novembre 2009 (lire en ligne)
16. ↑  Wallace Baine, « The woman in the picture: Beyond her fame as Edward Weston's nude model, Charis Wilson lived a full, three-dimensional life », Santa Cruz Sentinel,‎ 25 novembre 2009 (lire en ligne)

## External links
- The Eloquent Nude: The Love and Legacy of Edward Weston and Charis Wilson. Documentary,2007. Directed by Ian McCluskey.
- Weston Family History – Charis Wilson Weston. Photos of Charis Wilson from the Weston family archives.
- Interview with Helen Wilson and Rosalee Gladney